# 15-я истребительно-противотанковая артиллерийская бригада
15-я отдельная истребительно-противотанковая Сивашская Краснознамённая артиллерийская бригада Резерва Главного Командования — воинское формирование Красной армии ВС СССР, в годы Великой Отечественной войны.
Условное наименование — войсковая часть полевая почта (в/ч пп) № 66959.
Сокращённое наименование — 15 оиптабр РГК.

## История формирования
На основании приказ Войскам Южного Фронта № 0025-ОУ от 21 апреля 1943 года в городе Новочеркасск Ростовской области 24 апреля 1943 года началось формирование 109-й истребительно-противотанковой артиллерийской бригады, которая на основании приказа № 0031 от 26 апреля 1943 года была переименована в 15-ю отдельную истребительную противотанковую бригаду РГК Южного фронта.
В состав бригады вошли три истребительно-противотанковых артиллерийских полка пяти батарейного состава по двадцать орудий каждый: 101-й гвардейский — 45-мм пушек с механической тягой автомобилями Виллис, 535-й и 665-й — 76-мм пушек с механической тягой автомобилями Студебеккер.
С момента формирования по 10 мая 1945 года в бригаде произошли следующие изменения:
- Полки бригады из 5-батарейного состава — 20 орудий, преобразованы в 6-батарейный состав — 24 орудия.
- На основании директивы ГШКА № 295061 от 20 июля 1944 года и боевого распоряжения штаба артиллерии 1-го Белорусского фронта за № 0083 от 21 июля 1944 года в состав бригады введён 1023-й самоходный артиллерийский полк 4-х батарейного состава имевший на вооружении 21 самоходную установку СУ-85.
- 101-й гвардейский истребительно-противотанковый артиллерийский полк имевший на вооружении 45-мм пушки был перевооружён на 57-мм пушки.
- 665-й истребительно-противотанковый артиллерийский полк имевший на вооружении 76-мм пушки перевооружён на 57-мм пушки.
- 1023-й самоходный артиллерийский полк имевший на вооружении СУ-85 на 50 % перевооружён на СУ-100

## Участие в боевых действиях
Период вхождения в действующую армию: 25 апреля 1943 года — 18 мая 1944 года, 21 июля 1944 года — 9 мая 1945 года.
Бригада за период с 24 апреля 1943 года по 10 июня 1945 года прошла путь 6923 км из них:
- по железной дороге — 2238 км
- своим ходом — 1196 км
- с боями — 3489 км

| Эффективность огня за годы Отечественной войны с 17 июля 1943 года по 4 мая 1945 года | Эффективность огня за годы Отечественной войны с 17 июля 1943 года по 4 мая 1945 года | Эффективность огня за годы Отечественной войны с 17 июля 1943 года по 4 мая 1945 года | Эффективность огня за годы Отечественной войны с 17 июля 1943 года по 4 мая 1945 года | Эффективность огня за годы Отечественной войны с 17 июля 1943 года по 4 мая 1945 года | Эффективность огня за годы Отечественной войны с 17 июля 1943 года по 4 мая 1945 года |
| Наименование                                                                          | Уничтожено                                                                            | Подбито                                                                               | Подавлено                                                                             | Захвачено                                                                             | Разрушено                                                                             |
| ------------------------------------------------------------------------------------- | ------------------------------------------------------------------------------------- | ------------------------------------------------------------------------------------- | ------------------------------------------------------------------------------------- | ------------------------------------------------------------------------------------- | ------------------------------------------------------------------------------------- |
| танков                                                                                | 410                                                                                   | 54                                                                                    | -                                                                                     | -                                                                                     | -                                                                                     |
| самоходных орудий                                                                     | 54                                                                                    | 51                                                                                    | -                                                                                     | -                                                                                     | -                                                                                     |
| артбатарей                                                                            | 4                                                                                     | -                                                                                     | 33                                                                                    | -                                                                                     | -                                                                                     |
| орудий разного калибра                                                                | 261                                                                                   | 3                                                                                     | 117                                                                                   | 29                                                                                    | -                                                                                     |
| пулемётов                                                                             | 681                                                                                   | -                                                                                     | 131                                                                                   | 143                                                                                   | -                                                                                     |
| миномётов                                                                             | 103                                                                                   | -                                                                                     | -                                                                                     | -                                                                                     | -                                                                                     |
| миномётных батарей                                                                    | 3                                                                                     | -                                                                                     | 66                                                                                    | -                                                                                     | -                                                                                     |
| автомашин                                                                             | 411                                                                                   | -                                                                                     | -                                                                                     | 18                                                                                    | -                                                                                     |
| автотягачей                                                                           | 1                                                                                     | 1                                                                                     | -                                                                                     | -                                                                                     | -                                                                                     |
| бронетранспортёров                                                                    | 29                                                                                    | 6                                                                                     | -                                                                                     | 8                                                                                     | -                                                                                     |
| повозок с боеприпасами                                                                | 27                                                                                    | -                                                                                     | -                                                                                     | 8                                                                                     | -                                                                                     |
| бронепоездов                                                                          | -                                                                                     | 2                                                                                     | -                                                                                     | -                                                                                     | -                                                                                     |
| тягачей                                                                               | 4                                                                                     | 1                                                                                     | -                                                                                     | -                                                                                     | -                                                                                     |
| самолётов                                                                             | 6                                                                                     | -                                                                                     | -                                                                                     | 30                                                                                    | -                                                                                     |
| солдат и офицеров                                                                     | 40630                                                                                 | -                                                                                     | -                                                                                     | 1757                                                                                  | -                                                                                     |
| паровозов                                                                             | -                                                                                     | -                                                                                     | -                                                                                     | 6                                                                                     | -                                                                                     |
| ж.д. вагонов                                                                          | -                                                                                     | -                                                                                     | -                                                                                     | 300                                                                                   | -                                                                                     |
| лошадей                                                                               | -                                                                                     | -                                                                                     | -                                                                                     | 100                                                                                   | -                                                                                     |
| дзотов                                                                                | -                                                                                     | -                                                                                     | -                                                                                     | -                                                                                     | 65                                                                                    |
| блиндажей                                                                             | -                                                                                     | -                                                                                     | -                                                                                     | -                                                                                     | 157                                                                                   |
| наблюдательных пунктов                                                                | -                                                                                     | -                                                                                     | -                                                                                     | -                                                                                     | 149                                                                                   |

Рассеяно и частично уничтожено до пяти полков пехоты противника.
Освобождено до 300 человек Советских граждан и свыше 100 человек граждан союзных стран.
15 июня 1946 года, на основании директив ГШ ВС СССР № орг/1/97 от 5 мая 1946 года и ВС ГСОВГ № 00659 от 12 мая 1946 года бригада была расформирована.

## Состав
- 101-й гвардейский истребительно-противотанковый артиллерийский полк
- 535-й истребительно-противотанковый артиллерийский полк
- 665-й истребительно-противотанковый артиллерийский полк
- 1023-й самоходно-артиллерийский полк в составе бригады с 26.07.1944 по 02.07.1945

## Подчинение
| Подчинение              | Подчинение            | Подчинение                           | Подчинение                              | Подчинение                             | Подчинение |
| Дата                    | Фронт (округ)         | Армия                                | Корпус                                  | Дивизия                                | Примечания |
| ----------------------- | --------------------- | ------------------------------------ | --------------------------------------- | -------------------------------------- | --- |
| 26.04.1943 — 10.07.1943 | Южный фронт           | -                                    | -                                       | -                                      | резерв фронта |
| 10.07.1943 — 11.07.1943 | Южный фронт           | 5-я ударная армия                    | -                                       | -                                      | форсирование реки Миус |
| 11.07.1943 — 09.08.1943 | Южный фронт           | 5-я ударная армия                    | 31-й гвардейский стрелковый корпус      | -                                      | оборона на реке Миус |
| 09.08.1943 — 16.08.1943 | Южный фронт           | -                                    | -                                       | -                                      | резерв фронта |
| 16.08.1943 — 16.09.1943 | Южный фронт           | 2-я гвардейская армия                | 1-й гвардейский стрелковый корпус       | -                                      | наступление, форсирование реки Миус и преследование противника                                                                        |
| 16.09.1943 — 28.09.1943 | Южный фронт           | -                                    | -                                       | -                                      | резерв фронта |
| 28.09.1943 — 05.10.1943 | Южный фронт           | 2-я гвардейская армия                | -                                       | -                                      | наступление, в районе Большого Токмака                                                                                                |
| 05.10.1943 — 10.10.1943 | Южный фронт           | -                                    | -                                       | -                                      | резерв фронта |
| 10.10.1943 — 16.10.1943 | Южный фронт           | 28-я армия и 44-я армия              | -                                       | -                                      | в обороне |
| 16.10.1943 — 24.10.1943 | Южный фронт           | 51-я армия                           | -                                       | -                                      | форсирование реки Молочная и освобождение города Мелитополь                                                                           |
| 24.10.1943 — 05.11.1943 | 4-й Украинский фронт  | -                                    | 19-й танковый корпус                    | -                                      | наступление |
| 05.11.1943 — 07.11.1943 | 4-й Украинский фронт  | 51-я армия                           | -                                       | -                                      | в обороне на Перекопе |
| 07.11.1943 — 19.11.1943 | 4-й Украинский фронт  | -                                    | -                                       | -                                      | резерв фронта |
| 19.11.1943 — 21.11.1943 | 4-й Украинский фронт  | -                                    | 2-й гвардейский механизированный корпус | -                                      | в обороне, Никопольский плацдарм |
| 21.11.1943 — 24.11.1943 | 4-й Украинский фронт  | -                                    | 4-й гвардейский механизированный корпус | -                                      | в обороне |
| 24.11.1943 — 09.01.1944 | 4-й Украинский фронт  | -                                    | 19-й танковый корпус                    | -                                      | ликвидация Никопольского плацдарма |
| 09.01.1944 — 18.01.1944 | 4-й Украинский фронт  | -                                    | -                                       | 5-я гвардейская мотострелковая бригада | ликвидация Никопольского плацдарма |
| 18.01.1944 — 22.01.1944 | 4-й Украинский фронт  | -                                    | 34-й стрелковый корпус                  | -                                      | оборона на Никопольском плацдарме |
| 22.01.1944 — 23.01.1944 | 4-й Украинский фронт  | -                                    | -                                       | -                                      | резерв фронта |
| 23.01.1944 — 08.04.1944 | 4-й Украинский фронт  | 51-я армия                           | -                                       | -                                      | оборона и подготовка к наступлению на Крымском плацдарме за Сивашем                                                                   |
| 08.04.1944 — 10.04.1944 | 4-й Украинский фронт  | 51-я армия                           | 63-й стрелковый корпус                  | 32-я танковая бригада                  | наступление, прорыв обороны на Сиваше, меж озёрные дефиле                                                                             |
| 10.04.1944 — 13.05.1944 | 4-й Украинский фронт  | -                                    | 19-й танковый корпус                    | -                                      | наступление по освобождению Крыма |
| 13.05.1944 — 16.05.1944 | 4-й Украинский фронт  | Отдельная Приморская армия           | -                                       | -                                      | - |
| 16.05.1944 — 03.07.1944 | -                     | -                                    | -                                       | -                                      | Симферопольский учебный артиллерийский лагерь, учёба                                                                                  |
| 03.07.1944 — 07.07.1944 | -                     | -                                    | -                                       | -                                      | переезд по железной дороге Симферополь — Шебекино                                                                                     |
| 07.07.1944 — 15.07.1944 | -                     | -                                    | -                                       | -                                      | Волчанский учебный артиллерийский лагерь, учёба                                                                                       |
| 26.07.1944 — 31.08.1944 | 1-й Белорусский фронт | -                                    | -                                       | -                                      | резерв фронта |
| 31.08.1944 — 22.12.1944 | 1-й Белорусский фронт | 48-я армия                           | -                                       | -                                      | наступление в районе Острув-Мазовецка, преследование противника, форсирование реки Нарев и расширение Наревского плацдарма            |
| 22.12.1944 — 17.01.1945 | 2-й Белорусский фронт | -                                    | -                                       | -                                      | резерв фронта |
| 17.01.1945 — 06.02.1945 | 2-й Белорусский фронт | 3-й гвардейский кавалерийский корпус | -                                       | -                                      | наступательные операции в Восточной Пруссии                                                                                           |
| 06.02.1945 — 08.02.1945 | 2-й Белорусский фронт | -                                    | -                                       | -                                      | резерв фронта |
| 08.02.1945 — 03.03.1945 | 2-й Белорусский фронт | 49-я армия                           | -                                       | -                                      | наступательные операции в Данцигском коридоре                                                                                         |
| 03.03.1945 — 08.03.1945 | 2-й Белорусский фронт | -                                    | -                                       | -                                      | резерв фронта |
| 08.03.1945 — 03.04.1945 | 2-й Белорусский фронт | 65-я армия                           | -                                       | -                                      | наступательные операции в по очищению предместных районов и самого города Данцига                                                     |
| 03.04.1945 — 14.04.1945 | 2-й Белорусский фронт | -                                    | -                                       | -                                      | резерв фронта |
| 14.04.1945 — 15.05.1945 | 2-й Белорусский фронт | 70-я армия                           | -                                       | -                                      | подготовка к наступлению, форсирование, реки Одер, наступательные операции в Западной Померании, завершение разгрома фашистских войск |
| 15.05.1945 — 02.07.1945 | 2-й Белорусский фронт | -                                    | -                                       | -                                      | резерв фронта, Мальхинский артиллерийский учебный лагерь                                                                              |
| 03.07.1945 — 16.06.1946 | ГСОВГ                 | -                                    | -                                       | -                                      | учёба |

## Командование бригады

### Командиры
- Старунов, Павел Васильевич (25.04.1943 — 13.05.1943), полковник;
- Василенко, Степан Игнатьевич (13.05.1943 — 12.02.1946), полковник;
- Юсупов, Галей Юнусович (04.03.1946 — 15.06.1946), полковник

### Начальники штаба
- Дунин Сергей Еремеевич (26.04.1943 — 14.05.1943), майор;
- Сторчеус Дементий Иудович (14.05.1943 — 03.1944), подполковник;
- Попов Борис Васильевич (04.1944 — 10.1944), гвардии подполковник;
- Кузнецов Афанасий Семёнович (10.1944 — 12.1944), подполковник;
- Семьянов Крсикент Ваптосович (01.1945 — 15.06.1946), подполковник

### Начальники политотдела
- Лукошников Сергей Алексеевич (02.05.1943 — 1944), гвардии майор, гвардии подполковник;
- Савин Яков Митрофанович (1945 — 15.06.1946), гвардии подполковник

## Награды и наименования
| Награда (наименование)            | Дата награждения                                                               | За что получена |
| --------------------------------- | ------------------------------------------------------------------------------ | --- |
| Почётное наименование «Сивашская» | присвоено приказом Верховного главнокомандующего № 0102 от 24 апреля 1944 года | за отличия в боях при прорыве сильно укреплённой обороны противника на Перекопском перешейке и в озёрных дефиле на южном побережье Сиваша                                    |
| Орден Красного Знамени            | награждена указом Президиума Верховного Совета СССР от 17 мая 1945 года        | за образцовое выполнение заданий командования в боях с немецкими захватчиками при овладении городом и крепостью Гданьск, (Данциг) и проявленные при этом доблесть и мужество |

За время Великой Отечественной войны полки бригады получили наименования и награды:
- 101-му гвардейскому истребительно-противотанковому артиллерийскому полку приказом ВГК от 23 октября 1943 года присвоено почётное наименование «Мелитопольский».
- 535-й истребительно-противотанковый артиллерийский полк указом Президиума ВС СССР от 5 апреля 1945 года награждён орденом Красного Знамени, приказом ВГК № 0108 от 4 июня 1945 года присвоено почётное наименование «Штеттинский».
- 665-й истребительно-противотанковый артиллерийский полк указом Президиума ВС СССР от 9 января 1944 года награждён орденом Красного Знамени, приказом ВГК № 0108 от 4 июня 1945 года присвоено почётное наименование «Штеттинский».
- 1023-й самоходно-артиллерийский полк Указом Президиума ВС СССР от 4 июня 1945 года награждён орденом Александра Невского.

## Отличившиеся воины
- Аманбаев Алимбай, гвардии старший сержант — командир орудия 101-го гвардейского истребительно-противотанкового артиллерийского полка

За период Великой Отечественной войны личным составом бригады получено наград:
- орден Ленина — 2
- орден Красного Знамени — 30
- орден Богдана Хмельницкого II степени — 1
- орден Александра Невского — 5
- орден Отечественной войны I степени — 73
- орден Отечественной войны II степени — 221
- орден Красной Звезды — 629
- орден Славы II степени — 7
- орден Славы III степени — 91
- медаль «За отвагу» — 950
- медаль «За боевые заслуги» — 639

Сотни офицеров, сержантов и солдат награждены медалями «За взятие Берлина» и «За победу над Германией в Великой Отечественной войне 1941—1945 гг.».